# Quorum (informatica)
In Informatica quorum è un termine usato negli storage o nella creazione di cluster servers, che indica quella parte del sistema, come ad esempio un disco o una base di dati, adibita alla raccolta delle informazioni da parte dei nodi del cluster. Ogni nodo è un server con determinati dati al suo interno, questi ultimi saranno replicati all'interno del Quorum. Nell'eventualità di un arresto di un nodo, il contenuto di quest'ultimo sarà comunque accessibile, grazie al "Quorum".